# George H. Kerr
George H. Kerr (7 novembre 1911 - 27 août 1992), connu à Taïwan sous le nom de  葛超智 (ou 柯喬治), était un diplomate des États-Unis pendant la Seconde Guerre mondiale, avant qu'il se reconvertisse à la fin de sa carrière comme historien et écrivain. En plus de la publication de son principal ouvrage, Formosa Betrayed, disponible en français depuis février 2012, ses articles archivés à l'Institut Hoover apportent des informations sur les affaires économiques et politiques à Taïwan pendant les années 1930 et les années 1940, mais aussi durant la période de transition succédant à la domination japonaise sur l'île, avant et pendant la Seconde Guerre mondiale et lors de la rébellion de 1947, avec l'incident 228. L'auteur apporte son éclairage à la politique étrangère des États-Unis au regard de Taïwan.  En plus, ses archives incluent des informations sur les conditions de vie économiques et politiques à Okinawa et sur les îles Ryukyu après la Seconde Guerre mondiale.

## Jeunesse
Kerr est né en Pennsylvanie le 7 novembre 1911. Il étudia au Japon de 1935 à 1937; et fut professeur d'anglais à Taipei, Taïwan de 1937 à 1940.

## Carrière militaire
En tant que lieutenant de l'United States Naval Reserve, Kerr travailla pour l'U.S. Navy en tant qu'expert de Taïwan et instructeur des officiers qui composèrent les forces américaines pendant la guerre du Pacifique. De 1942 à 1943, Kerr fut analyste et consultant de Formose pour le département de la guerre des États-Unis .  De 1944 à 1946, il fut directeur de l'unité de recherche sur Formose au sein de l'école navale et d'administration gouvernementale militaire de l'U.S Navy, à l'université Columbia de New York.

## Carrière diplomatique
Après la guerre, en 1945, à la suite de la défaite japonaise, Kerr retourna à Taïwan  en tant qu'attaché militaire, escortant le Chinois Chen Yi, ce dernier étant le nouveau gouverneur général de la province de Taïwan, tout-juste nommé par le général Tchang Kaï-chek afin de participer à la journée de rétrocession du 10 octobre 1945, journée où l'île de Taïwan est officiellement rétrocédée à la Chine par les autorités japonaises. George Kerr était présent en sa qualité d'officier des affaires civiles du bureau de l'US Navy attaché à la République de Chine siégeant à Chongqing. George Kerr s'assura en dépit de la traduction chinoise, que la version anglaise des Actes de capitulation du Japon n'excluaient pas le rôle officiel joué par les États-Unis à Taïwan. Il devint plus tard diplomate américain de l'ambassade américaine en Chine. Il fut alors chef-officier du Service extérieur des États-Unis et vice-consul à Taipei.  Il fut témoin de l'incident 228 de 1947. Certaines critiques annoncent qu'en fait, Kerr participa à l'Incident,. 
Ce ne fut qu'au début des années 1950 qu'il réalisa son souhait de visiter Okinawa. Il s'y rendit alors accompagné d’une commission militaire chargée d’écrire et de comprendre l’histoire de cette île. Mais l'équipe avait aussi pour but d’établir une identité indépendante de Ryūkyūan. Une équipe de chercheurs-traducteurs traversa tout le Japon afin de retrouver des sources historiques sur Okinawa. Kerr synthétisa ses sources dans le livre Okinawa: Kingdom and Province (1953) soit Okinawa : de royaume et de province. Il donna même une version japonaise de son ouvrage Ryūkyū no rekishi (1955). Puis Kerr commença une révision additionnelle et critique de ses deux premiers livres et édita dès 1958 le volume intitulé Okinawa : l'histoire d'un peuple d'île (ou « peuple insulaire », tout dépend de la traduction qui a été donnée). Kerr a été profondément préoccupé par l'histoire de Ryūkyūan. Ainsi il poursuivit son intérêt pour Okinawa en étudiant les capitaux culturels des îles (1960-63). Après avoir visité les îles de Yaeyama et de Miyako, il énonça que sa perspective de l'histoire de Ryūkyūan avait été oblique. Il rédigea alors un texte resté inédit pour expliquer son erreur. Il publia un autre livre sur Okinawa en plaçant une emphase bien plus grande sur le rôle méridional des Ryūkyūs, par leur importante interaction avec la Chine.

## Carrière académique
Kerr fut maître de conférences à l'université de Washington de 1947 à 1949 ; puis maître de conférences à l'université Stanford et à l'université de Californie à Berkeley de 1949 à 1950.  Et les cinq années suivantes, il fut chercheur associé à l'Institut Hoover. 
Les sections ouvertes des articles de Kerr sont disponibles aux archives préfectorales d'Okinawa à Haebaru, d'autres à Stanford, Taïpei et l'université des Ryūkyū.

## Vie
Les livres de Kerr sur Taïwan sont nombreux. Il a soutenu la cause de l’indépendance de Taiwan, se rendant l’ennemi direct de Tchang Kaï-chek et de Mao Zedong (Tchang s'est d’ailleurs plaint auprès des autorités américaines, ce qui fit que Kerr perdit son travail à l’université Stanford). Contrairement à certains auteurs et commentateurs politiques influents, sa réputation en tant qu'historien de la Chine est interrogée par beaucoup de sinologues du fait de sa position apparemment opposé à la Chine continentale. Mais George H. Kerr a également rédigé un livre sur Hawaï au XIXe siècle.
Grand spécialiste du Pacifique, il est un auteur prolifique et beaucoup de livres et de nombreux articles sur le Japon, d’Okinawa et de Taïwan. 
Parmi ces livres, nous trouvons Formose trahie (1965) reproche pointu de l'administration nationaliste et recueil d’arguments en faveur de l’indépendance taïwanaise. Le livre a été republié en 1976 par Da Capo Press. En 1992 une deuxième édition a été éditée par Taiwan Publishing Co. 
Le livre est maintenant légalement accessible en ligne. L’édition française date de 2012.
L’histoire d’Okinawa de Georges H. Kerr couvre le passé légendaire de la bataille d'Okinawa en 542 pages très lisibles. Onze ans avant sa mort, Kerr  avoua que 13 000 copies avaient été vendues. Le livre était hors de copie. 
Il est mort à l'âge de 81 ans le 27 août 1992 à Honolulu (Hawaï).